# Halyini
Tribu
Halyini est une tribu d'insectes du sous-ordre des hétéroptères (punaises).

## Taxonomie
Genres rencontrés en Europe
- Apodiphus Spinola, 1837
- Mustha Amyot & Serville, 1843

Genre rencontré en Amérique du Nord
- Brochymena Amyot & Serville, 1843